# Негода, Николай Феодосьевич
Николай Феодосьевич Него́да (укр. Микола Феодосійович Негода; 9 января 1928, с. Бузуков (ныне Черкасского района Черкасской области Украины) — 11 сентября 2008, Черкассы) — украинский поэт и писатель. Заслуженный деятель искусств Украины.

## Биография
В детские годы — участник Великой Отечественной войны, в 13-летнем возрасте был связным антифашистского подполья, бойцом и разведчиком Холодноярского партизанского отряда под командованием П. Дубового.
После войны работал литературным сотрудником газеты «Черкаські вісті». Затем стал литературным редактором и ответственным секретарём Смелянской районной газеты «Червоний стяг». Поступил на факультет журналистики Киевского университета, затем перевёлся в Литературный институт имени А. М. Горького в Москве. После окончания института, вернулся в Черкассы и работал главным редактором областного литературного объединения «Дніпрові зорі».
С 1956 года — член Союза писателей Украины. В 1977—1988 годах возглавлял Черкасскую областную организацию Союза писателей Украины.

## Творчество
Первые стихи написал, будучи учеником 3 класса школы, которые были напечатаны в республиканской пионерской газете. Эти стихи попали к поэту Павлу Тычине, завязалась переписка, прерванная войной.
Автор известной песни-реквиема «Степом, степом…», двенадцати поэтических сборников, среди которых «Растут сыновья», «Зерно на ладони», «Говорят глаза», драматическая поэма «Дума про Кобзаря», историческая драма «Гетьман», очерков «Галина Буркацкая» и «Даниил Нарбут», документальной повести «Буду говорить с веками», романов «Холодный Яр», «Атаман Мамай», «Божья кара», автобиографическая повесть «Исповедь перед собой» и др.

## Награды
- орден «За заслуги» III степени
- орден Богдана Хмельницкого III степени (14.10.1999)
- орден Отечественной войны II степени (11.03.1985)
- орден «Знак Почёта» (24.11.1960)
- медали
- Лауреат литературной премии «Берег надежды» имени Василия Симоненко,
- Заслуженный деятель искусств Украины,
- Почетный гражданин г. Черкассы и Черкасской области.

## Избранные произведения
- «Син віку»,
- «Побратимова клятва»,
- «Сучасна балада»,
- «Пішли на фронт»,
- «Пам’яті Федора Мицика»
- «Студене сонце» (поэма)
- «Сповідь перед собою» (документальная повесть, 2006)